# La escobilla nacional
La escobilla nacional fue un programa televisivo de Antena 3 producido por Minoría Absoluta y presentado por Àngel Llàcer que presenta una sátira del mundo del corazón, así como de personajes famosos del mismo. 

## Formato
Para realizar sus imitaciones, recurren a diversos programas de la cadena, como es el caso de María Patiño, Jesús Mariñas y Jaime Cantizano (DEC, Antena 3), aunque también recurren a personajes de otras cadenas, como Belén Esteban, Lydia Lozano y Jorge Javier Vázquez (Sálvame, Telecinco). Otros personajes famosos gracias a programas del corazón, aunque no ligados a uno en específico, son también víctimas de sus sketches. Un ejemplo claro es Coto Matamoros.
Además de los anteriores, imitan a personajes que no pertenecen al mundo del corazón, como Matías Prats, Susanna Griso, Pedro Piqueras, la Duquesa de Alba, Andrés Pajares o Carmen Lomana. Incluso "compañeros del humor" cayeron en sus sketches, como es el caso de Patricia Conde y Miki Nadal (Sé lo que hicisteis..., La Sexta).
El programa se emitía semanalmente, todos los domingos en el access prime time de Antena 3, compitiendo así con La pecera de Eva de Telecinco. A partir del 27 de febrero de 2010, el programa pasó también a emitirse los sábados.
Su estreno se produjo el 17 de enero, día de su audiencia récord. 
El formato en un principio era de un plató de televisión típico de los programas del corazón, como DEC o Sálvame, donde entraban y salían los personajes imitados, de forma similar a como ocurre en un típico programa del corazón. Allí ocurrían todas sus aventuras y desventuras, sus peleas... 
A partir de la tercera emisión, se cambió el desarrollo del programa, y pasó a ser un conjunto de sketches simultáneos, similar al anterior programa Homo Zapping, de Antena 3, que tantos éxitos dio a la cadena, o a los programas de TV3 Polònia o Crackòvia, ambos, al igual que este, productos de Minoría Absoluta. Algunos sketches recurrentes son: "EscobillaNews", una parodia de Matías Prats al frente de Antena 3 Noticias; las peripecias sentimentales de Pepe Navarro, las aventuras amorosas de Jesús Mariñas con Àngel Llàcer y Jaime Cantizano; los cuentos de Pedro Piqueras a sus sobrina e hija, describiéndolos como si de sucesos aterrorizantes se tratara; la escena en la que se ve un conductor a cargo de un taxi en el que suben diversos famosos; las aventuras del "pervertido" Andrés Pajares y los sketches "Un Día en la vida de...", que muestran la vida de los famosos desde que se levantan hasta que se acuestan.
Los actores que interpretan a los múltiples famosos del corazón son: Yolanda Ramos, Silvia Abril, Carlos Latre, Bruno Oro, Queco Novell, Agnès Busquets, Javi Jiménez, Mireia Portas, Jordi Rios, Pep Plaza, Xavi Serrano, David Olivares...
La duración del programa era de 60 minutos aproximadamente, pero a partir de la séptima emisión (27 de febrero de 2010) se redujo la duración 20 minutos, para así adelantar el prime time de los sábados y domingos, y coincidir con el horario semanal, en el que el access prime time está ocupado por El Club del Chiste.

## Episodios y audiencias
| Temporada | Temporada | Episodios | Estreno             | Final               | Audiencia media | Audiencia media | Audiencia media |
| Temporada | Temporada | Episodios | Estreno             | Final               | Espectadores    | Cuota           |                 |
| --------- | --------- | --------- | ------------------- | ------------------- | --------------- | --------------- | --------------- |
|           | 1         | 12        | 17 de enero de 2010 | 28 de marzo de 2010 | 1 948 000       | 10,0%           |                 |

| Capítulo | Título                                   | Espectadores | Share | Fecha                         | Hora  |
| -------- | ---------------------------------------- | ------------ | ----- | ----------------------------- | ----- |
| 01       | «La lideresa del PP, Esperanza Aguirre»  | 3.715.000    | 18'2% | Domingo 17 de enero de 2010   | 22:00 |
| 02       | «Lydia Lozano sabe imitar a un perro»    | 2.693.000    | 13'1% | Domingo 24 de enero de 2010   | 22:00 |
| 03       | «El Tsunami de PopStar Queen»            | 2.371.000    | 11'4% | Domingo 31 de enero de 2010   | 22:00 |
| 04       | «PajareZ, muy pronto en Antena 3»        | 2.335.000    | 11'5% | Domingo 7 de febrero de 2010  | 22:00 |
| 05       | «Los premios Escobilla»                  | 1.874.000    | 9'5%  | Domingo 14 de febrero de 2010 | 22:00 |
| 06       | «Pixel the world»                        | 1.796.000    | 8'9%  | Domingo 21 de febrero de 2010 | 22:00 |
| 07       | «Partida doble de La Escobilla Nacional» | 1.363.000    | 8'6%  | Sábado 27 de febrero de 2010  | 22:00 |
| 08       | «Steve Urkel en La Escobilla»            | 1.359.000    | 7'2%  | Domingo 28 de febrero de 2010 | 22:00 |
| 09       | «Las obsesiones de Pepe Navarro»         | 2.037.000    | 9'9%  | Domingo 7 de marzo de 2010    | 22:00 |
| 10       | «Vida y milagros de Tita Cervera»        | 1.483.000    | 7'6%  | Domingo 14 de marzo de 2010   | 22:00 |
| 11       | «¿El famoso: nace o se hace?»            | 1.700.000    | 8'9%  | Domingo 21 de marzo de 2010   | 22:00 |
| 12       | «Mariñas se morrea con Jaime Cantizano»  | 658.000      | 5'3%  | Domingo 28 de marzo de 2010   | 22:00 |